# Seconda spedizione a Palembang
La seconda spedizione a Palembang, sull'isola di Sumatra, fu la seconda spedizione punitiva condotta dalla Compagnia olandese delle Indie orientali contro Palembang nel 1821. Il comandante olandese Hendrik Merkus de Kock riuscì con essa a destituire il sultano locale, imponendo definitivamente l'autorità della Compagnia sul suo dominio.

## Antefatto
Dopo la fallita prima spedizione a Palembang del 1819, il governo delle Indie orientali olandesi decise di organizzare una seconda spedizione punitiva. L'obiettivo era di nuovo quello di ripristinare e rovesciare l'autorità del sultano locale e porre fine alla tratta degli schiavi nella zona di Palembang e nelle aree circostanti, in particolare Benkoelen, isola che si trovava sotto il dominio britannico all'epoca.
A causa della presenza dei monsoni, ad ogni modo, i preparativi vennero rimandati notevolmente sino al 1821. All'inizio di maggio del 1821, la spedizione lasciò infine Batavia per poi attraccare a Muntok per definire gli ultimi preparativi. La flotta era composta da 32 navi armate per un totale di oltre 400 cannoni e 84 piccoli mezzi da sbarco. L'equipaggio era composto da oltre 2500 marinai, quasi la metà dei quali era europea. 14 navi da trasporto contenevano 1679 soldati (più di 1560 europei) di cui 1450 soldati con 18 cannoni. Il maggiore generale Hendrik Merkus de Kock, venne posto al comando della spedizione personalmente.
Durante il viaggio due delle navi del convoglio rimasero intrappolate nella barriera corallina presso le Mille isole, incidente che aveva provocato la morte di 30 persone a bordo. Tra l'8 maggio ed il 1º giugno di quello stesso anno, inoltre, si ebbero 126 decessi per colera.

## La spedizione
L'operazione degli olandesi incominciò dal fiume Peladjoe, nel punto in cui si univa al Soengsang, appena più a sud di Palembang, dove gli europei iniziarono ad impiantare dei pali per impedire il passaggio delle imbarcazioni del nemico. Il 16 giugno il colonnello Bischoff infine sbarcò con 500 uomini per attaccare il nemico dalle retrovie, se possibile. Ad ogni modo l'operazione non riuscì. Con venti favorevoli, il 20 giugno le navi olandesi iniziarono a navigare il più vicino possibile alle fortificazioni del nemico ed iniziarono i bombardamenti. Dopo molte vittime a bordo delle navi, ad ogni modo, venne decisa la ritirata. Quel giorno, le truppe delle Indie orientali olandesi contarono 46 morti e circa 100 feriti.
Un secondo attacco ebbe luogo il 24 giugno. Dapprima furono bombardate le posizioni dei soldati del sultano presso Gombora, che vennero poi conquistate dalla fanteria. Successivamente, anche la batteria di Peladjoe e le batterie poste presso il fiume vennero conquistate dagli olandesi. In questo secondo scontro rimasero uccise 29 persone e circa 120 furono i feriti tra gli olandesi, mentre per quanto riguarda gli indigeni il numero è sconosciuto. Dopo quest'azione le navi olandesi fecero rotta direttamente su Palembang, dirette al kraton (palazzo) del sultano Mahmud Baderuddin II. Un confidente e consigliere di Baderuddin, Demang Osman, cercò di fuggire con diversi seguaci, ma cadde nelle mani delle truppe delle Indie orientali olandesi.

## La resa del sultano

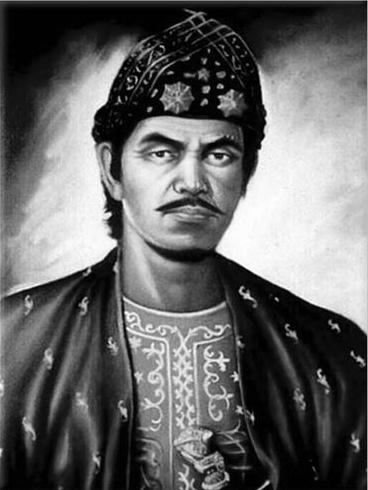
Dopo la seconda spedizione a Palembang, il sultano Mahmud Badaruddin II venne destituito dalle autorità olandesi

Anche prima che la spedizione lasciasse Batavia, si era già considerato che, destituendo il sultano in carica se ne sarebbe dovuto eleggere un altro. La scelta non poteva ricadere su nessuno dei figli del sultano in carica che, chiaramente, avrebbero seguito la medesima politica del genitore. Il fratello minore del sultano, che in precedenza aveva ricoperto la carica di sultano ma ora risiedeva in esilio a Giava, era considerato debole ed inadatto a governare. La scelta ricadde pertanto sul figlio maggiore di questo, non coinvolto in eventi precedenti, che quindi sarebbe stato chiamato a succedere allo zio.
Dopo i combattimenti del 24 giugno, De Kock e gli altri ufficiali olandesi giunsero alla conclusione che l'autorità della Compagnia nell'area poteva dirsi ristabilita e che non era necessario gravare ulteriormente sulla popolazione di Palembang con altri spargimenti di sangue. Per questo motivo il 26 giugno 1821 venne chiesta la resa al sultano, ma questi continuò a rifiutare di comparire davanti alle autorità olandesi e pertanto, il giorno successivo, De Kock fece sbarcare le sue truppe dalle navi e prese posizione sul fiume, di fronte al kraton. Il 27 giugno, il sultano inviò un messaggero agli olandesi con la lettera di resa, nella quale però si chiedeva di far partire quanti, in particolare donne e bambini, non desiderassero sottomettersi al governo olandese. Gli olandesi risposero il 3 luglio precisando che avrebbero comunque occupato il kraton e che il sultano sarebbe stato così destituito, e che quindi i suoi decreti erano da considerarsi come nulli.
Il sultano e la sua famiglia si consegnarono quindi alle autorità olandesi e vennero tutti trasferiti a Giava, dove l'ex sovrano visse da prigioniero di stato e ricevette una pensione annua da parte del governo olandese. Nell'agosto 1823 il regno di Palembang venne sottoposto alla diretta autorità del governo delle Indie orientali olandesi perché il giovane, nuovo sultano si era rivelato pure adatto a reggere il trono. Per tutta risposta il giovane successore si ritirò con alcuni suoi seguaci e tentò un attaccò a sorpresa alla guarnigione olandese, ma nell'agosto del 1825 dovette arrendersi e venne esiliato nell'isola di Bangka.